# سم‌شناسی محیطی

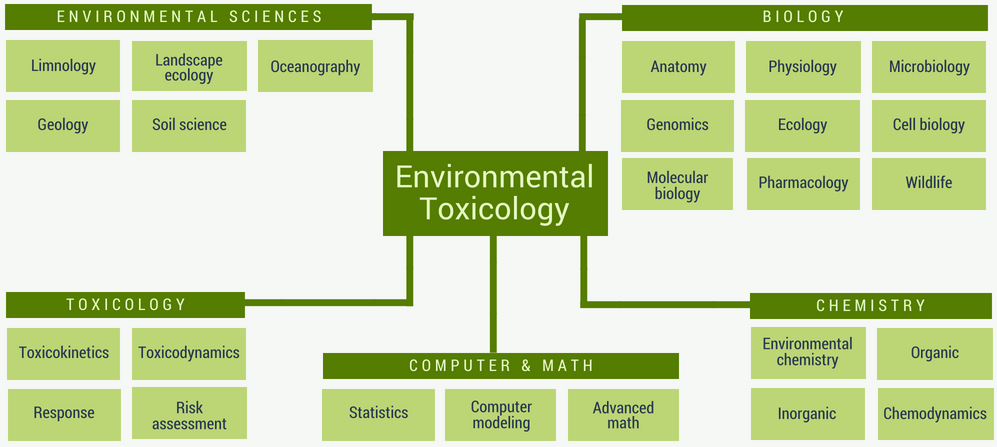
مروری بر شاخه‌های سم‌شناسی زیست‌محیطی

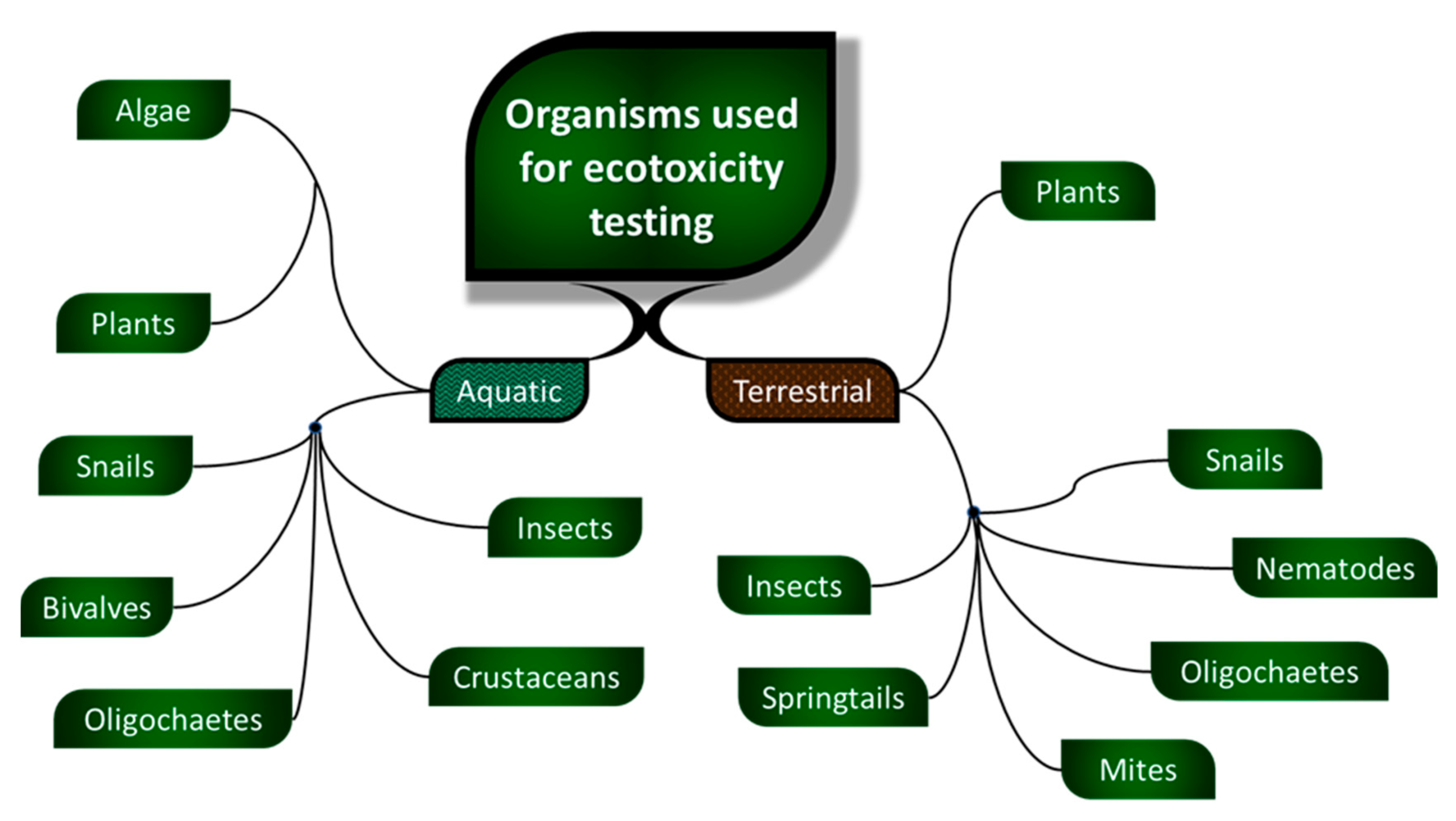
دسته‌بندی جاندارانی که معمولاً برای ارزیابی سمیت محیطی استفاده می‌شوند

سم‌شناسی محیطی (به انگلیسی: Environmental Toxicology) یک رشته علمی چندرشته‌ای است که به مطالعه اثر زیان‌آور عوامل مختلف شیمیایی، بیولوژیکی و فیزیکی بر جانداران زنده می‌پردازد. اکوتوکسیکولوژی زیرشاخه‌ای از سم‌شناسی محیطی است که به مطالعه اثر زیان‌آور سموم در سطح جمعیت و اکوسیستم می‌پردازد.
ریچل کارسون به عنوان مادر سم‌شناسی محیطی در نظر گرفته می‌شود، زیرا در سال ۱۹۶۲ با انتشار کتاب خود بهار خاموش، که اثرات استفاده کنترل‌نشده از آفت‌کش‌ها را پوشش می‌داد، آن را به یک رشته متمایز در سم‌شناسی تبدیل کرد. کتاب کارسون به‌طور گسترده بر اساس مجموعه‌ای از گزارش‌های لوسیل فاریر استیکل در مورد اثرات زیست‌محیطی آفت‌کش DDT است.